# 伊保村 (愛知県)
伊保村（いぼむら）は、かつて愛知県西加茂郡にあった村。
現在の豊田市の一部（保見地区の伊保町・貝津町・田籾町など）に該当する。

## 歴史
- 1889年（明治22年）10月1日 - 伊保堂村、下伊保村、殿貝津村、上伊保村、田籾村が合併し、伊保村が発足。
- 1906年（明治39年）7月1日 - 橋見村と合併し、保見村が発足。同日伊保村は廃止。